# Torresandino
Torresandino es un municipio y localidad española de la provincia de Burgos, en la comunidad autónoma de Castilla y León, comarca de La Ribera, partido judicial de Aranda.

## Geografía
Situado en el suroeste de la provincia de Burgos, concretamente en el valle del río Esgueva (subcomarca de la Ribera del Duero). Torresandino está a 15 kilómetros de Roa de Duero y a 33 kilómetros de Aranda de Duero.

## Historia

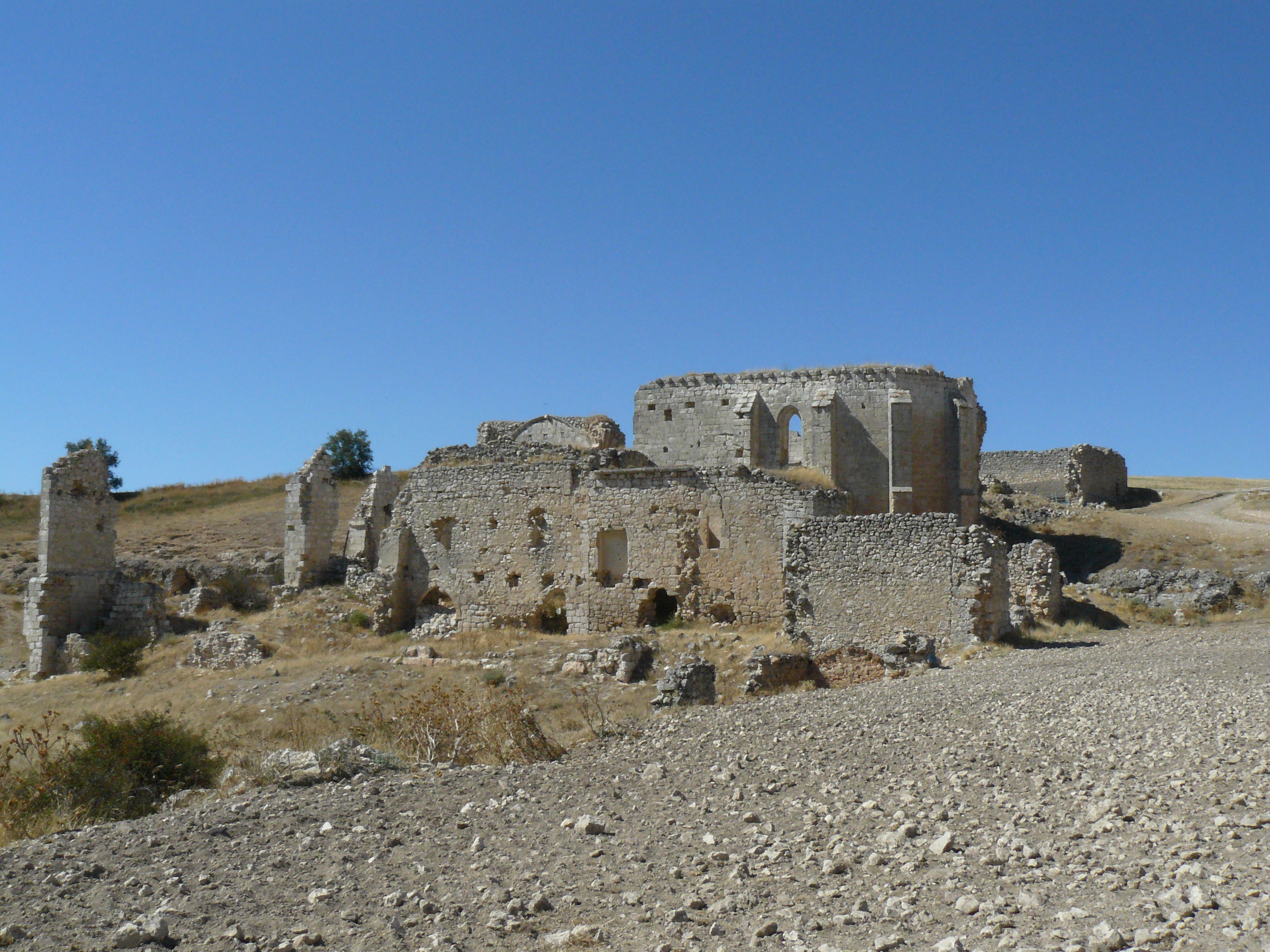
Ruinas del monasterio de Nuestra Señora de los Valles

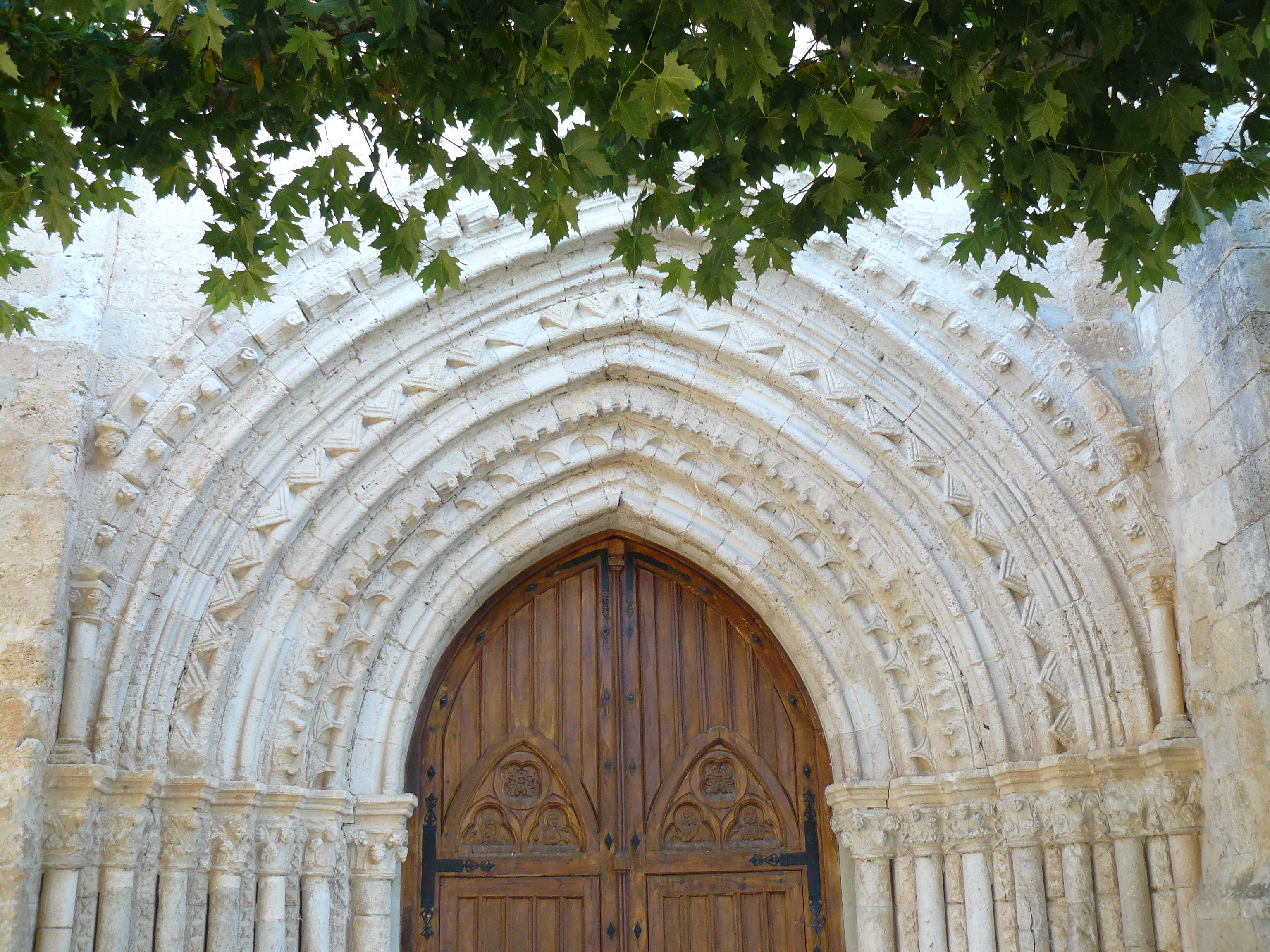
Portada tardorrománica de la iglesia

En la Baja Edad Media perteneció a la Meryndat de Çerrato, figurando su descripción en el libro Becerro de las Behetrías de Castilla, redactado por encargo de las Cortes de Valladolid de 1351, bajo el reinado de Pedro I de Castilla. 
Por haber alcanzado un mayor desarrollo, se había convertido entonces en centro o capital administrativa de su entorno más inmediato; de modo que en aquellos años su concejo extendía su jurisdicción  sobre 2 aldeas más allá del lugar principal o villa.

## Demografía

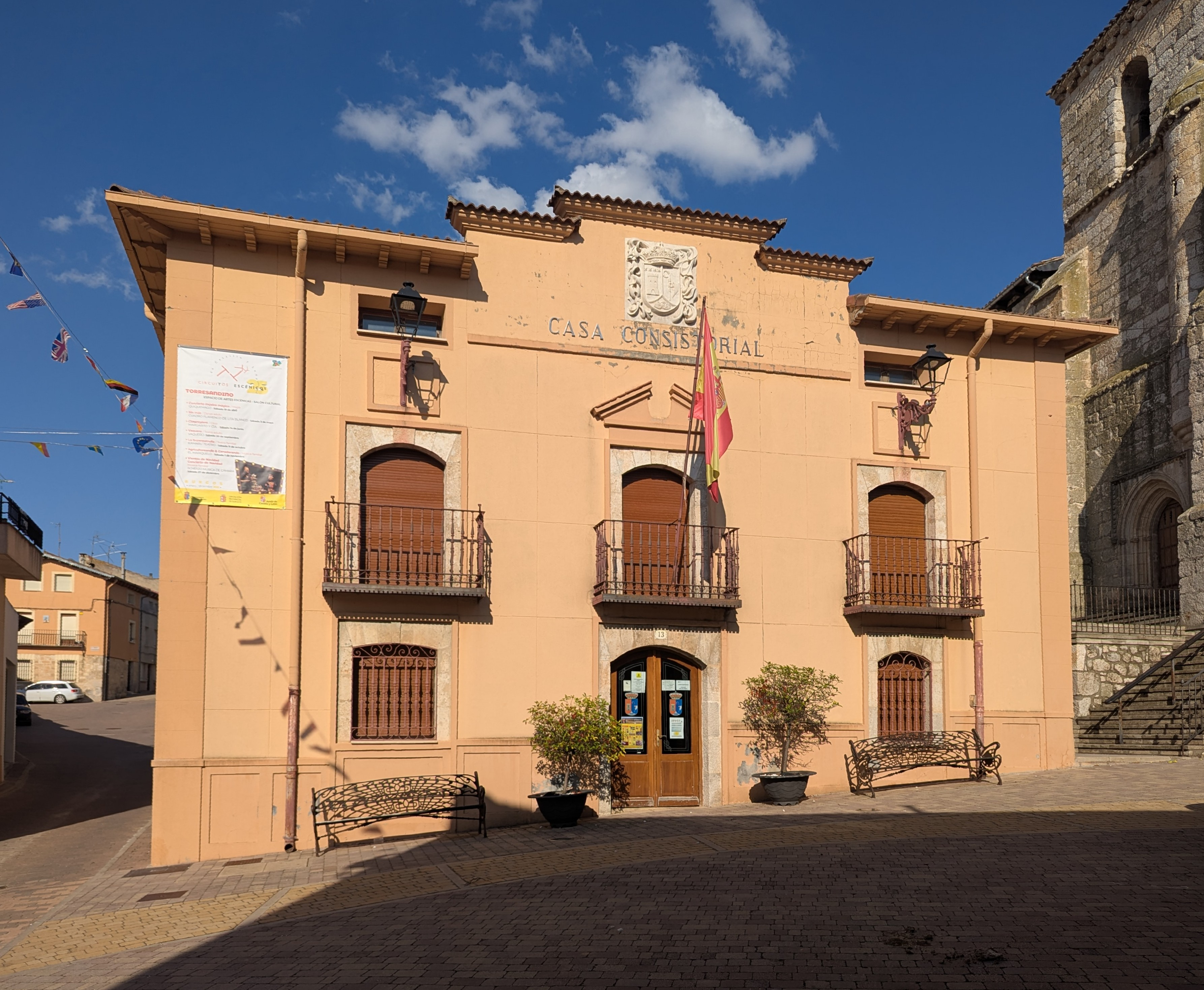
Casa consistorial

Torresandino cuenta con una población de 573 habitantes (INE 2024).
| Gráfica de evolución demográfica de Torresandino entre 1842 y 2021                                                    |
| |
| Población de derecho según los censos de población del INE. Población de hecho según los censos de población del INE. |

## Economía
La economía del pueblo se basa principalmente en la agricultura, aunque también destaca el sector de la construcción.

## Cultura

### Patrimonio arquitectónico
- Iglesia de San Martín Obispo: dentro de la villa, la iglesia posee originales arquerías góticas en su portada. En su interior también sobresale la talla gótica, que data de finales del siglo XIII, de Nuestra Señora de los Valles. También destaca la imagen de un Cristo del siglo XIV. Forma parte del arciprestazgo de Roa, diócesis de Burgos.[4] Dependen las localidades vecinas de Pinillos, Terradillos y Villatuelda.

- Monasterio de Nuestra Señora de los Valles: fundado en el siglo XIII y reedificado en estilo gótico del siglo XIV, actualmente se encuentra en ruinas, motivo por el cual ha sido incluido en la Lista roja de patrimonio en peligro de la asociación para la defensa del patrimonio:Hispania Nostra.

### Fiestas
- Las fiestas de Nuestra Señora Virgen del Carmen se celebran el día 16 de julio. En estas fiestas se venera a la Virgen del Carmen paseando su figura en una colorida procesión por las calles, donde grupo de danzas y devotos bailan a su patrona al ritmo de los tradicionales  dulzainas y tambores, siendo el acto principal de las fiestas, así como lo fue el pregón. También se suele celebrar en el frontón municipal un festival de pelota a mano. Los días de la fiesta por la mañana hay dianas y pasacalles con cabezudos que animan al pueblo. El pregón de las fiestas se celebra la víspera de la fiesta (el día 15 de julio) a las 23.30 y habitualmente lo vienen realizando hijos ilustres del pueblo.                                     Virgen del Carmen 2021

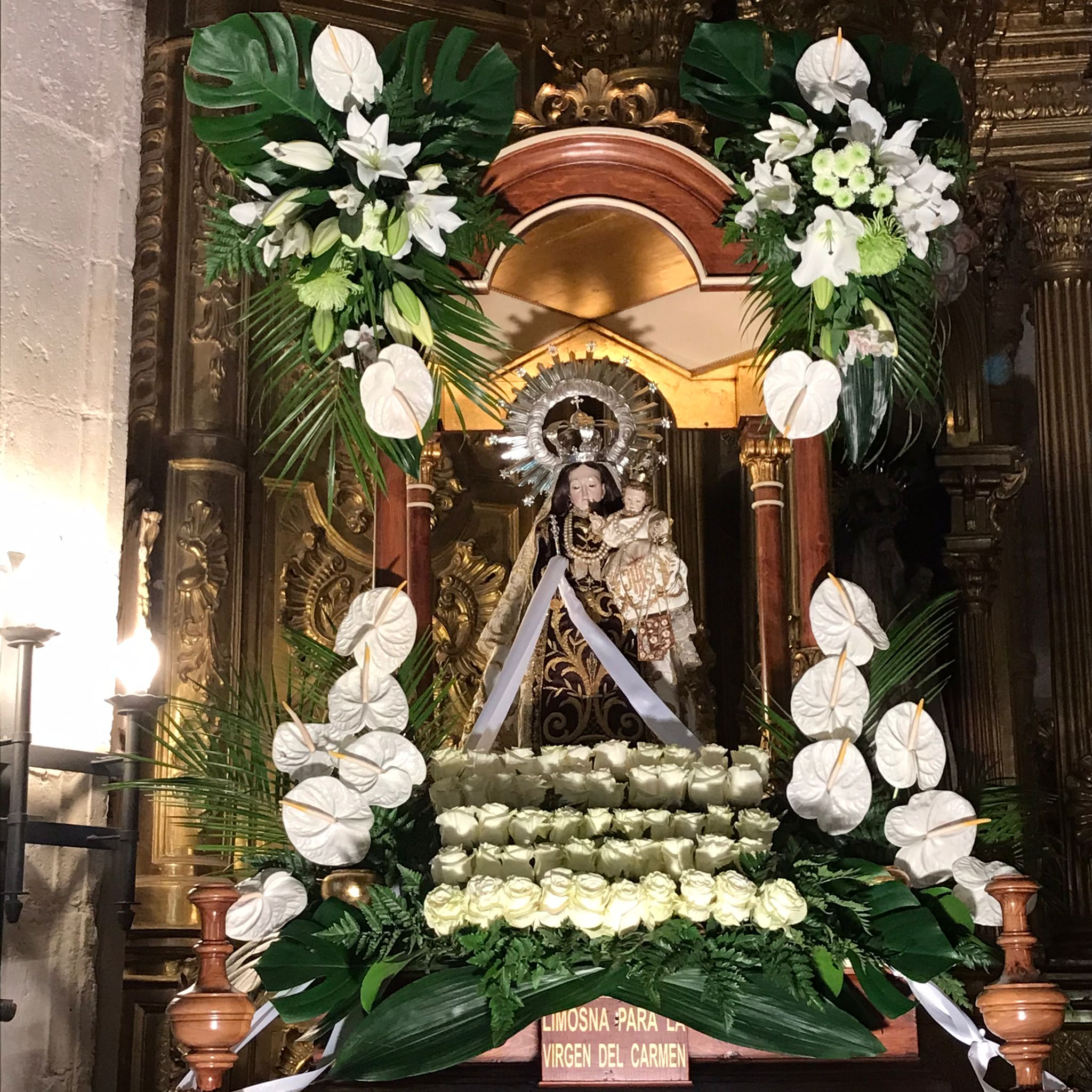
Virgen del Carmen 2021

- Las fiestas de San Martín, se celebran el día 11 de noviembre. En estas fiestas hay dos días de verbena popular, uno el día 11 y otro el sábado anterior o posterior, esto dependiendo del día en que haya caído el 11. Aquí el acto más multitudinario se celebra el sábado por la noche día, en el que se celebra una cena en el SEMPA a base de los productos típicos de la matanza (picadillo, chorizo, morcilla, etc.), que son preparados con mucho cuidado por parte de la asociación de amas de casa del pueblo.
- Otro día de fiesta es el último fin de semana de mayo en el que se celebra una romería en honor a la Virgen de la Inmaculada. El acto consiste en una procesión con la Virgen hasta la arboleda de Fuente Peral. Allí cada cuadrilla come y disfruta de este día. Ya van varios años que se hace pero la verdad es que ha gustado mucho a todo el mundo y se espera que sea ya una tradición más del pueblo. Por la tarde la gente disfruta jugando a la tarusa, al mus, a la brisca, etc.; para a continuación regresar al pueblo cantando a la Virgen, siempre acompañados de la música de los dulzaineros. Ya en la iglesia, con el Santo Rosario se acaba esta jornada de fiesta y hermandad.

### Juegos populares
- Tuta